# المسيد (المغرب)
المسيد هي بلدة مغربية ومركز جماعة المسيد القروية تقع في إقليم بوجدور بجهة العيون الساقية الحمراء، المغرب، وبلغ عدد سكانها 572 نسمة حسب الإحصاء العام للسكان والسكنى لسنة 2014.